# Маленьких, Владимир Евгеньевич
Маленьких Владимир Евгеньевич (1 октября 1980, Тольятти) — российский хоккеист, защитник.

## Биография
Воспитанник тольяттинского хоккея. Начал профессиональную карьеру в 1998 году в составе тольяттинской «Лады», выступая до этого за её фарм-клуб. В следующем году на драфте НХЛ был выбран в 5 раунде под общим 157 номером клубом «Питтсбург Пингвинз». В составе «Лады» выступал до 2005 года, став за это время серебряным и дважды бронзовым призёром российских первенств, набрав 26 (12+14) очков в 219 матчах.
Перед началом сезона 2005/06 Маленьких перешёл в магнитогорский «Металлург», в составе которого за шесть сезонов завоевал золотые и дважды бронзовые награды чемпионата страны. В дебютном сезоне КХЛ с командой также стал бронзовым призёром, добавив к этому выход в финал Лиги чемпионов. Всего в составе клуба Маленьких провёл 354 матча, в которых набрал 46 (13+33) очков.
12 мая 2011 года подписал однолетний контракт с нижегородским «Торпедо». 5 июля 2013 года вернулся в «Металлург» Контракт рассчитан на два года.

### В сборной
В составе сборной России Владимир Маленьких принимал участие в матчах Еврохоккейтура с 2002 по 2005 год, проведя за это время 12 игр, и не набрав ни одного очка.

## Достижения
- Чемпион России 2007, 2014.
- Серебряный призёр чемпионата России 2005.
- Бронзовый призёр чемпионата России (4): 2003, 2004, 2006, 2008.
- Бронзовый призёр КХЛ 2009.
- Обладатель Кубка Шпенглера 2005.
- Обладатель Кубка европейских чемпионов 2008.
- Финалист Лиги чемпионов 2009.
- Обладатель Кубка Гагарина 2014.

## Статистика
| Легенда | Легенда                    | Легенда | Легенда                   | Легенда | Легенда    |
| ------- | -------------------------- | ------- | ------------------------- | ------- | ---------- |
| И       | Количество проведённых игр | Штр     | Штрафное время            | +/−     | Плюс-минус |
| Г       | Голы                       | П       | Голевые передачи          | О       | Очки       |
| -       | Статистика неизвестна      | —       | Статистика не учитывалась |         |            |